# Кыртаёль (приток Щугора)
Кыртаёль — река в России, протекает по территории Вуктыльского округа в Республике Коми. Устье реки находится в 22 км по правому берегу реки Щугор. Длина реки составляет 12 км.
Река начинается в холмах в 60 км к северо-востоку от Вуктыла и в 15 километрах к юго-востоку от деревни Усть-Соплеск. Течёт на юг, всё течение проходит по ненаселённой, холмистой тайге. Впадает в Щугор в 18 км к юго-востоку от деревни Усть-Щугор у острова Кыртади, перед устьем течёт в скалистых берегах. Ширина реки на всём протяжении не превышает 10 м, именованных притоков нет. Высота устья — 71,2 м над уровнем моря.

## Этимология гидронима
Кыртаёль от коми кырта — «скалистое обнажение» и ёль — «ручей», «лесная речка».

## Данные водного реестра
По данным государственного водного реестра России относится к Двинско-Печорскому бассейновому округу, водохозяйственный участок реки — Печора от водомерного поста у посёлка Шердино до впадения реки Уса, речной подбассейн реки — бассейны притоков Печоры до впадения Усы. Речной бассейн реки — Печора.
Код объекта в государственном водном реестре — 03050100212103000062903.